# Округ Тајлер (Тексас)
Округ Тајлер (енгл. Tyler County) је округ у америчкој савезној држави Тексас. По попису из 2010. године број становника је 21.766.

## Демографија
Према попису становништва из 2010. у округу је живело 21.766 становника, што је 895 (4,3%) становника више него 2000. године.
| Група             | 2000.          | 2010.          |
| Белци             | 17.290 (82,8%) | 17.507 (80,4%) |
| Афроамериканци    | 2.497 (12,0%)  | 2.390 (11,0%)  |
| Азијати           | 41 (0,2%)      | 51 (0,2%)      |
| Хиспаноамериканци | 742 (3,6%)     | 1.487 (6,8%)   |
| Укупно            | 20.871         | 21.766         |